# Chris Parnell
Chris Parnell, właśc. Thomas Christopher Parnell (ur. 5 lutego 1967 w Memphis w stanie Tennessee) – amerykański aktor i komik.

## Filmografia
- Decade of Love (1995) jako Bobby Fastdancer
- Hope & Gloria (1995) jako Howard (gościnnie)
- Świąteczna gorączka (Jingle All the Way, 1996) jako sprzedawca zabawek
- It's a Small Life (1997) jako Frank
- Operation (1998) jako zwłoki
- Deadtime (1999) jako Junior
- Megalomania (2000) jako Stanley Brutus
- Zalotnik w akcji (The Ladies Man, 2000) jako Phil Swanson
- Evil Alien Conquerors (2002) jako Du-ug
- Farm Sluts (2003) jako Larry
- After School Special (2003) jako pan Greitzer
- Do diabła z miłością (Down with Love, 2003) jako TV Emcee
- Legenda telewizji (Anchorman: The Legend of Ron Burgundy, 2004) jako Garth Holliday
- Gdzie jest Kitty? (Looking for Kitty, 2004) jako Guy Borne
- Grubsza sprawa (2006)
- I’m Reed Fish (2006) jako Ralph
- Ira and Abby (2006) jako doktor Ron Silverberg
- Rockefeller Plaza 30 (30 Rock, 2006) jako dr Leo Spaceman (gościnnie)
- The Grand (2007) jako Harold Melvin
- Eavesdrop (2007) jako Terrence
- Hot Rod (2007) jako Barry Pasternak
- Kabluey (2007) jako Frank
- Prawo ciążenia (Labor Pains, 2009) jako Jerry
- 21 Jump Street (film 2012) jako pan Gordon